# ランジオロール
ランジオロール（英：Landiolol）は、超短時間作用型の静注用のβ1超選択的アドレナリン拮抗薬である。

## 解説
血圧や心筋収縮力への陰性の影響が少なく、効果的に心拍数を減少させる  。
他のβ遮断薬と比較して、ランジオロールは、消失半減期が最も短く (3 ～ 4 分)、効果発現が非常に速く (投与終了直後に心拍数が低下し始める)、不活性代謝物(心拍数) で予測可能な有効性を示す。ランジオロール塩酸塩投与終了後 30 分で投与前値に戻る）。 ランジオロールの純粋な S-エナンチオマー構造は、他の β遮断薬と比較して、降圧の副作用が少ないと考えられている。これは、動脈血圧を低下させずに心拍数を低下させたい場合に、患者の治療に好ましい影響を与える。 ランジオロールは、エスモロールの化学構造を変更して、作用の持続時間を増加させることなく、より高い心選択性とより強力な効力を持つ化合物を生成することによって開発され、ランジオロール塩酸塩として販売されている。その良好なベネフィットリスクプロファイルに基づいて、ランジオロールは販売承認を取得し、2016 年半ばにRapibloc 、 Raploc 、 Runrapiq 、 Landiblocという商品名で欧州市場に導入された (300mgバイアルと20mgアンプルの2つの製剤で)。ランジオロールは、日本ではオノアクト(50mgと150mg) およびコアベータ (この12.5mg製剤は冠動脈 CT 血管造影における画質の改善を目的としている)が利用可能である。

## 作用機序
この薬は、超短時間作用型β1選択的遮断薬として作用する。肝臓のカルボキシルエステラーゼと血漿の偽コリンエステラーゼの両方によって急速に加水分解され、約4分の消失半減期を示す。 ランジオロールは、カテコールアミンであるアドレナリンとノルアドレナリンの心臓(β1受容体が主に位置する部位)に対する正の変時効果を阻害する、高度に選択的なβ1アドレナリン受容体拮抗薬 (β1 受容体遮断の選択性は、β2 受容体遮断の 255倍)である。ランジオロールは、他のβ遮断薬と同様に、交感神経興奮を低下させ、心拍数の低下、異所性ペースメーカーの自発的発火の減少、伝導の遅延、房室結節の不応期の延長をもたらすと考えられている。ランジオロールは、in vitro で膜安定化活性や固有の交感神経刺激活性は示さない。前臨床試験および臨床試験では、ランジオロールは超短時間作用で頻脈を制御し、作用の開始と消失が速く、さらに抗虚血効果と心臓保護効果を示した。 今日まで、ランジオロールは、臨床で使用されている β 遮断薬の中で、血漿半減期が最も短く、心臓選択性が最も高くなっている。 β1受容体遮断に対するランジオロールの選択性は、β2受容体遮断の255倍である。それに比べて、メトプロロールは心臓選択性がはるかに低く (ランジオロールはメトプロロールよりも100 倍 、エスモロールよりも 8 倍心臓選択的 )、半減期が60倍長い (ランジオロールの3-4分に比べて 3 ～ 4 時間)。 遺伝子変異がメトプロロールの不活性代謝物への変換を減少させ、メトプロロールの血漿濃度がほぼ 5 倍高くなるため、 CYP2D6代謝不良者は、メトプロロールの血中濃度が上昇するため、メトプロロールに対する心臓選択性が低下するとFDAは指摘している。  β2 アドレナリン受容体の活性化は、気管支の拡張と肺気道系の肺胞液クリアランスを促進する。その結果、β2受容体への影響が限定された心臓選択的β1遮断薬は、 COPDまたは喘息患者の肺に悪影響を与えることなく心拍数を低下させる。 β2受容体の薬理学的刺激は、健康なヒトおよび軽度のアテローム性動脈硬化症の冠動脈患者の冠血流を増加させる。このように、心臓選択的β1遮断薬は運動中の心筋酸素要求量を減少させるだけでなく、心拍数を選択的に低下させながら、β2受容体を介した冠動脈運動充血を顕在化させるのである。興味深いことに、ランジオロールはナトリウムとカルシウムの拮抗作用を持たないため、心拍数を低下させる作用が高い一方で、陰性強心作用が弱く、心不全患者にとってより適した心臓選択的β遮断薬である。ランジオロールとは対照的に、エスモロールなどの他のβ遮断薬への曝露は、長期のエスモロール注入中に見られる薬物耐性効果の原因となる、β受容体の再発現を増幅する。薬理学的シャペロンとして作用するβ遮断薬への細胞の長期暴露は、β1-アドレナリン受容体の総表面レベルを上昇させ、治療が突然中止されると、カテコールアミンなどの内因性アゴニストに対する反応が増強される。この現象は、β遮断薬離脱リバウンドと呼ばれる。しかし、ランジオロールは極性表面積が大きいため、細胞膜をほとんど透過せず、薬理学的シャペロン作用に乏しい。

## 生体内変化
ランジオロールは、エステル部分の加水分解によって代謝される。in vitroおよびin vivoのデータは、ランジオロールが主に偽コリンエステラーゼおよびカルボキシルエステラーゼによって血漿中で代謝されることを示唆している。加水分解によりケタール (アルコール分子) が生成され、さらに切断されてグリセロールとアセトンに分解され、カルボン酸成分 (代謝物 M1) となり、続いてβ酸化されて代謝物 M2 (置換安息香酸) が生成される。ランジオロール代謝物 M1 および M2 のβ 1 アドレナリン受容体遮断活性は、親化合物の 1/200 以下であり、ランジオロールの最大推奨用量と注入期間を考慮した場合、薬力学的影響は無視できることを示している。ランジオロールも代謝物 M1 と M2 も、異なるシトクロム P450 分子種 (CYP1A2、2C9、2C19、2D6 および 3A4) の代謝活性に対する阻害効果を in vitro で示さなかった。また、ラットにおいてランジオロールを反復静脈内投与した場合、チトクロームP450含量に影響を及ぼさなかった。 CYP P450誘導または時間依存性阻害に対するランジオロールまたはその代謝物の潜在的効果に関するデータはない。
| Ⅳβ遮断薬       | 最大消失半減期 (分) | 心臓選択性 (β1/β2) | 代謝                             |
| -------------- | ------------------- | ------------------ | -------------------------------- |
| ランジオロール | 4                   | 250                | 偽コリンエステラーゼ             |
| エスモロール   | 9                   | 30                 | エステラーゼ(赤血球サイトゾル内) |
| メトプロロール | 420                 | 3                  | シトクロム P2D6 (Leber)          |

## 用途
ランジオロールは、ヨーロッパで抗不整脈薬の適応がある。
- 上室性頻脈、および心房細動または心房粗動を有する患者の周術期、術後、または短時間作用型薬剤による心室レートの短期制御が望ましいその他の状況における心室レートの迅速な制御。
- 非代償性洞性頻脈で、医師の判断で心拍数が速くなり、特定の介入が必要となる場合。

さらに、ランジオロールは日本で心室細動または心室頻拍の治療薬として承認されている。
ランジオロールは、心房細動患者の急性心室レート制御の第一選択治療として使用できる (レベル I 推奨 - 欧州心臓病学会の 2020 年ガイドライン )。
ランジオロールの有益な効果は、60 以上の臨床試験で実証されている (Pubmed検索 - 2018 年 8 月)。ランジオロールは一般的に忍容性が高く、低血圧と徐脈のリスクは比較的低かった.ランジオロールを使用したほとんどの臨床試験は、心臓および心臓以外の手術の前後に、上室性頻脈または頻脈性不整脈の治療または予防のために周術期に実施されている。心不全のを有する患者もしくは有さない患者を対象とした、ランジオロールをプラセボ<   ジルチアゼムおよびアミオダロンと比較する無作為化臨床試験が発表されている。心筋梗塞後や不応性致死的不整脈に対する使用の症例報告が公開されています。ランジオロールの代謝は速く、投与期間が限定されるため、ほとんどの有害事象は軽減される。ランジオロールは、敗血症によるVEGFシグナル伝達系の発現低下を阻害し、炎症性サイトカインとは無関係に冠微小循環を正常化することにより、敗血症ラットの心臓保護に寄与する可能性が示唆された。
敗血症性ショックに対するランジオロールの有効性と安全性が多施設共同前向き無作為化比較試験で検討され、その結果が2020年に有名誌Lancet Respiratoryに掲載され、敗血症患者におけるランジオロールの臨床効果が、新規発症不整脈を大幅に減少させ患者を目標心拍数範囲内にとどめることを実証した。さらに、ランジオロールは、人工呼吸不要日数、ICU不要日数、入院不要日数に関しても、臨床的に好ましい影響を与えることが示された。また、対照群では28日目までの死亡率が20％であったのに対し、ランジオロール群では28日目までの生存率が88％であった。頻脈や心房細動は敗血症の重要な予後因子であるため、これらは敗血症患者の標準治療にランジオロールを含めることができる非常に重要な知見である。さらに、集中治療室（ICU）入室時に100回/分（bpm）を超える頻脈は、予後を悪化させる危険因子とされている。 
Journal of Cardiology に掲載された論文では、慢性心不全における心房細動・心房粗動の治療薬としてランジオロールの安全性と有効性が前向き臨床試験（全国209医療機関、1,000名以上）により示された。本調査は、心拍数の静脈内投与によるコントロールを必要とする慢性心不全患者を対象とした過去最大規模の試験であるが、重篤な血圧低下の報告は1％未満であり、ランジオロールの心臓選択性が強調され、血圧への作用は限定的であった。注目すべきは、70％以上の患者がNYHA IIIまたはIVクラスであり(35％がNYHA IV）、50％近くが左心駆出率40％未満であったことである。Landiolol投与後、最初に洞調律に戻るまでの時間の中央値は14時間で、最高注入速度の中央値は3μg/kg/minであった。 
Landiololは、非心臓手術における術後心房細動の管理に有望な薬剤であり、血圧への影響を最小限に抑えながら心拍数を制御できる特性を有している。ランジオロールは、陰性強心作用が限定的であり、呼吸器系への耐性も良好である。炎症反応の調節とアドレナリン経路の鈍化に関連する付加的な利点が、おそらく心房細動の発生率の減少に寄与していると思われる。低用量（5-10μg/kg/min）の使用は、通常、心拍数を迅速に制御するのに十分であり、対照群に比べ洞調律への変換が早く、高い割合で行われることに関連している。
ランジオロールは低用量（3〜5μg/kg/min）で優れた耐容性を示すため、手術中および術後に予防的に使用することが可能である。ランジオロールの予防投与は、β遮断薬に関連する有害事象を誘発することなく、術後の心房細動の発生を減少させる。術中に限定した投与では十分な効果が得られないが、術後もランジオロールを継続投与する最適な投与方法を選択すれば、より良い効果が得られると思われる。
左心室機能障害のある患者 (左室駆出率 <40%、心係数 <2.5 L/min/m2、NYHA 3-4)、例えば心臓手術後、虚血中または敗血症状態では、1 µg/kg/minから低用量を開始し、綿密な血圧監視下で段階的に10μg/kg/minまで増やして心拍数を制御することが可能であった。 
持続静注の換算表：μg/kg/min から ml/hr へ（オノアクト点滴静注用150の場合は下の例）150mg/50ml = 3mg/ml):
| kg 体重 | 5μg/kg/min | 10μg/kg/min | 20μg/kg/min | 30μg/kg/min | 40μg/kg/min | 80μg/kg/min |       |
| ------- | ---------- | ----------- | ----------- | ----------- | ----------- | ----------- | ----- |
| 40      | 4          | 8           | 16          | 24          | 32          | 64          | ml/hr |
| 50      | 5          | 10          | 20          | 30          | 40          | 80          | ml/hr |
| 60      | 6          | 12          | 24          | 32          | 48          | 96          | ml/hr |
| 70      | 7          | 14          | 28          | 42          | 56          | 112         | ml/hr |
| 80      | 8          | 16          | 32          | 48          | 64          | 128         | ml/hr |
| 90      | 9          | 18          | 36          | 54          | 72          | 144         | ml/hr |
| 100     | 10         | 20          | 40          | 60          | 80          | 160         | ml/hr |

ml/h での毎時注入速度の計算式 = (kg での体重 x μg/kg/min での投与量) / 50 (上表に基づく)